# Asymblepharus mahabharatus
Espèce
Asymblepharus mahabharatus est une espèce de sauriens de la famille des Scincidae.

## Répartition
Cette espèce est endémique du Népal.

## Publication originale
- Eremchenko, Helfenberger, Shah & Panfilov, 1998 : Two new species of skinks (Scincidae: Ligosominae) from Nepal.  News of the National Academy of Sciences of the Kyrgyz Republic, Bishkek, vol. 4, p. 41-45.